# Distretto di Vitoc
Il distretto di Vitoc è uno dei sei distretti della provincia di Chanchamayo, in Perù. Si trova nella regione di Junín e si estende su una superficie di 313,85  chilometri quadrati.